# Nick Wilding
Nick Wilding ist ein britischer Wissenschaftshistoriker. International bekannt wurde er im Zusammenhang mit den vermeintlichen Galileo-Zeichnungen, die er als Fälschungen entlarvte.

## Leben
Wilding studierte Anglistik am New College (Oxford). Nach seinem B.A. mit höchster Auszeichnung 1992 machte er 1993 an der University of Warwick seinen Master mit einer Arbeit zur Renaissance. Anschließend forschte er am Europäischen Hochschulinstitut in Florenz und wurde 2000 zum PhD promoviert mit einer Dissertation über Naturphilosophie und Kommunikation im frühmodernen Europa.
Als Postdoc forschte er an der Stanford University und von 2002 bis 2005 an der University of Cambridge. 2005/2006 forschte Wilding an der Columbia University, 2006/2007 an der University of Miami, und seit 2007 lehrt er als Assistant Professor an der Georgia State University. 
2012 konnte Wilding auf Basis einer forensischen Indiziensammlung nachweisen, dass es sich bei einer im Jahr 2005 aufgetauchten Spezialausgabe des Sidereus Nuncius von Galileo Galilei, die von einer internationalen Forschergruppe unter Leitung des deutschen Kunsthistorikers Horst Bredekamp für authentisch befunden worden war, um eine Fälschung handelt, die von Marino Massimo De Caro in den US-amerikanischen Antiquitätenhandel gebracht worden war.

## Schriften (Auswahl)
- Galileo’s idol : Gianfrancesco Sagredo and the politics of knowledge. University of Chicago Press, Chicago 2014